# コドモのコドモ
『コドモのコドモ』は、さそうあきらによる日本の漫画作品。
『漫画アクション』（双葉社）で2004年5月20日号より連載。単行本は全3巻。実写版映画が2008年9月27日に公開された。
東京都の郊外に3世代で住む小学5年生の少女が、幼馴染と戯れている内に、性に関する知識も相手への恋愛感情も無いまま、偶発的に性交に至り、出産するまでの物語である。主人公の担任教師が巷間の価値観や児童・保護者らと様々に葛藤する。

## 主な登場人物

### 主人公とその家族
持田 春菜（もちだ はるな）
本作の主人公、小学校の5年1組の児童（10歳から11歳の少女）。クラスメイトのヒロユキと冗談がてらに「くっつけっこ」と称する「遊び」（セックス）を行い、その際にヒロユキが春菜に膣内射精した結果、妊娠してしまう。妊娠に気付いたクラスメイトから堕胎を勧められるも出産することを決める。家族は両親と姉と祖父母。
12年後は雑誌のモデルとして活動している。
祖父
農業に従事。古風かつ保守的な思想の持ち主で、地元にマンションが建つ事や八木先生の教育方針にも反感を持つ。祖母の死後に認知症が進行する。12年後には亡くなって故人。
祖母
家族の中で最初に春菜の妊娠に気付き、生まれてくる子供のためにおしめを繕っていた。春菜の出産当日に突然倒れ亡くなる。
父
名前はヨシロウ。会社員。
母
娘と一緒で天然パーマ。
姉
6つ上で名前は秋美。春菜が騒動を起こす前に、親友の朋子が望まぬ妊娠をしてしまい、彼女の為に中絶手術を受ける病院を探したり、中絶費用を貸すなど友人思いな性格。12年後には結婚していて人妻になっている。
元（はじめ）
春菜とヒロユキの間に生まれた息子。

### 主人公のクラスメイト
ヒロユキ
春菜の幼馴染で春菜とは「公園デビュー」の時（乳児期）からの付き合い。昆虫が好きな大人しい性格の男子。春菜と公園で遊んでいる最中に立ち小便をしていて、春菜の誘いで木陰で性交をしてしまう。その際に春菜の膣内で射精した結果として春菜は妊娠し、小学生でお腹の赤ちゃんの父親となった。
丸山 珠（まるやま たま）
春菜の親友。
朝倉 真由（あさくら まゆ）
春菜の親友。語尾に「～ナ」をつけるのが口癖。姉も3年前に八木先生のクラスになった事があるが何らかのトラブルがあった模様で(真由曰く「結構モメた」)らしい。
吉田 美香（よしだ みか）
学級委員。生徒の中では非常にしっかりした性格で、やんちゃな性格の春菜からは「ウザい」と言われる事もあった。クラスの中で春菜の妊娠をいち早く告げられ、振り回される。春菜と妊娠の秘密を共有しながら周囲の大人たちに言い出せず、春菜と同じ日に水の深みに嵌る夢を見て翌朝におねしょをしてしまった。将来の夢は外交官。
ブタマン
ガタイの大きな少年。本当の下の名前は「万作」。
生田目 ミツオ（なまため みつお）
ブタマンの子分。両親は自宅で産婦人科を開業している。

### 主人公の学校に関する人物
八木 希代子（やぎ きよこ）
春菜のクラスの担任で生徒からのあだ名はヤギセン、一人暮らしでジェンダーフリーの支持者である。若い女性教諭であるため保護者からは「指導力不足」と罵られ、同学年の教師からは「素材はいいけど色気がない」と陰口を叩かれている。12年後に生田目産婦人科で女の子を出産して「ハルナ」と名付けた。
ダイゴ
5年2組の男子児童で、春菜に好かれるが女子には興味が無い。

### その他
朋子（ともこ）
秋美の親友で、大人びた容姿でダンスが得意であり春菜の憧れの存在。交際していた男性の子を妊娠して生田目産婦人科で中絶手術を受ける。将来の夢が書けなかった春菜に「フツーの大人になればいいんだよ」と諭すなど優しい性格。

## 書誌情報
双葉社からアクションコミックスとして出版されている。
- 第1巻 （2005年2月28日発行） ISBN 4-575-83052-6
- 第2巻 （2005年5月28日発行） ISBN 4-575-83084-4
- 第3巻 （2005年8月27日発行） ISBN 4-575-83129-8

## 映画
実写映画が2008年9月27日公開。上映時間122分。製作費3億円。2007年8月25日クランクイン、2008年1月23日クランクアップ、4月完成。

### スタッフ
- 監督：萩生田宏治
- 脚本：宮下和雅子、萩生田宏治
- 音楽：トクマルシューゴ
- 主題歌：奥田民生「SUNのSON」（キューンレコード）
- 撮影：池内義浩
- 美術：松尾文子
- 編集：大重裕二
- 制作：ピクニック
- 配給：ビターズ・エンド

### キャスト
- 持田春菜（11歳、小5の女の子）：甘利はるな
- 吉田美香（クラスのまとめ役の優等生）：伊藤梨沙子
- 鶴巻ヒロユキ（春菜の同級生、幼なじみ）：川村悠椰
- 朝倉真由（春菜の仲良し3人組）：大熊彩花
- 生田目ミツオ（春菜の同級生）：帯金遼太
- 丸山珠（春菜の仲良し3人組）：須藤瞳
- 川上ダイゴ（春菜の同級生）：竹森雄之介
- 久保田万作（ブタマン、春菜の同級生）：山田清貴
- 春菜の母：宮崎美子
- おばあちゃん：草村礼子
- 持田ヨシロウ（春菜の父）：斉藤暁
- おじいちゃん：榎木兵衛
- 持田秋美（春菜の姉）：谷村美月
- ヒロユキの父：光石研
- ヒロユキの母：安部聡子
- 真由の母：弘中麻紀
- 万作の母：歌川椎子
- 美香の母：相築あきこ
- 三輪先生：村岡希美
- ミツオの父：北見敏之
- ミワコ：守山玲愛
- リョウタ：佐藤隆平

- 5年2組
  - 宍戸つばさ
  - 小林紗苗
  - 渡辺開貴
  - 三浦瑞月
  - 大久保勇輔
  - 中川ちひろ
  - 宮腰聖哉
  - 千葉咲
  - 佐藤洋道
  - 飯坂由依
  - 大野周平
  - 藤原未佑貴
  - 児玉駿介
  - 田森優希
  - 高橋良真
  - 塚本恵理
  - 池田拓弥
  - 大塚尚
  - 齊藤拓馬
  - 袴田真由
  - 藤原光佑
  - 鈴木里佳
  - 山田陽久

- 保護者たち
  - 飯坂恵子
  - 梅田敏雄
  - 柴田尚美
  - 高橋真理
  - 米川享子

- 看護婦：田森文子
- 校長先生：平川賢悦
- ヒロミ（春菜とヒロユキの息子）：櫻田獅、渡辺陽樹
- スナックのママ：上野樹里（友情出演）
- 朋子の彼：柄本佑
- 新生児の父：久野雅弘
- 朋子（秋美の友人）：森郁月
- 小林和則：深水元基
- 高松教頭：塩見三省
- 八木希代子（春菜の担任の先生）：麻生久美子

### 批判・議論
秋田県能代市は、能代フィルムコミッション会長の斉藤滋宣能代市長と神馬郁朗能代市教育委員会教育長らが検討して市として撮影に協力することを決定し、廃校の能代市立渟城第二小学校校舎が撮影場所として提供された。作品のテーマが「性」であるため市の対応に批判が多く寄せられ、市議会でも一般質問に取り上げられるなどの意見に、市長らは「まずは偏見を持たずに最後まで観て欲しい」と答えている。

### 受賞
- 第82回キネマ旬報ベスト・テン新人女優賞（甘利はるな）
- 第23回高崎映画祭最優秀新人女優賞（甘利はるな）
- 映画館大賞「映画館スタッフが選ぶ、2008年に最もスクリーンで輝いた映画」第62位